# Małyj Urała
Małyj Urała (ros. Малый Урала) – wieś w Rosji, w Dagestanie, w rejonie gunibskim. W 2010 liczyła 55 mieszkańców, głównie Awarów.